# Piz Bial
Piz Bial är en bergstopp i Schweiz.   Den ligger i regionen Albula och kantonen Graubünden, i den östra delen av landet, 180 km öster om huvudstaden Bern. Toppen på Piz Bial är 3 061 meter över havet, eller 119 meter över den omgivande terrängen. Bredden vid basen är 2,0 km.
Terrängen runt Piz Bial är bergig åt sydost, men åt nordväst är den kuperad. Närmaste större samhälle är St. Moritz, 9,2 km sydost om Piz Bial. 
Trakten runt Piz Bial består i huvudsak av gräsmarker. Runt Piz Bial är det glesbefolkat, med 14 invånare per kvadratkilometer.